# Stanisław Brzeski (polityk)
Stanisław Brzeski (ur. 4 września 1940 w Petrykozach) – polski elektryk, poseł na Sejm PRL VII kadencji.

## Życiorys
Uzyskał wykształcenie średnie, z zawodu elektryk. W 1961 ukończył kurs kierowcy sprzętu zmechanizowanego, po czym podjął pracę jako kierowca w Zarządzie Portu Gdańsk. Następnie ukończył kurs w zawodzie elektromechanika, a następnie mistrza. W 1969 ukończył Technikum Mechaniczne. W 1972 został awansowany na brygadzistę technicznego dźwigów stacjonarnych w Zarządzie Portu Gdańsk. W 1972 wstąpił do Polskiej Zjednoczonej Partii Robotniczej, rok później został grupowym partyjnym. W 1975 ukończył roczny kurs szkolenia partyjnego Wieczorowego Uniwersytetu Marksizmu-Leninizmu. W 1976 uzyskał mandat poselski z okręgu Gdańsk. W Sejmie zasiadał w Komisji Gospodarki Morskiej i Żeglugi oraz w Komisji Handlu Zagranicznego.